# نظر ليتفين
نظر ليتفين (بالأوكرانية: Литвин Назар Зіновійович)‏ هو لاعب كرة قدم أوكراني في مركز حراسة المرمى، ولد في 22 مارس 1983 في لفيف في أوكرانيا. لعب مع FC Halychyna Lviv ‏.

## وصلات خارجية
- نظر ليتفين على موقع اتحاد أوكرانيا (الإنجليزية)
- نظر ليتفين على موقع قاعدة بيانات كرة القدم.إي يو (الإنجليزية)